# دائما براندو (فلم)
دائما براندو  (بالإنجليزية: Always Brando) هو فيلم دراما تم إنتاجه في فرنسا وصدر في سنة 2011.

## بطولة
- مارلون براندو

## روابط خارجية
- مقالات تستعمل روابط فنية بلا صلة مع ويكي بيانات